# Fimbristylis complanata
Fimbristylis complanata là loài thực vật có hoa trong họ Cói. Loài này được (Retz.) Link mô tả khoa học đầu tiên năm 1827.